# Champsodon guentheri
Champsodon guentheri är en fiskart som beskrevs av Regan, 1908. Champsodon guentheri ingår i släktet Champsodon och familjen Champsodontidae. Inga underarter finns listade i Catalogue of Life.